# 马内恩德拉加尔
马内恩德拉加尔（Manendragarh），是印度恰蒂斯加尔邦Koriya县的一个城镇。总人口30755（2001年）。

## 人口
该地2001年总人口30755人，其中男性16278人，女性14477人；0—6岁人口4122人，其中男2060人，女2062人；识字率71.98%，其中男性为78.71%，女性为64.41%。